# Кирилл (Смирнов)
Митрополит Кири́лл (в миру Константи́н Илларио́нович Смирно́в; 26 апреля [8 мая] 1863, Кронштадт, Санкт-Петербургская губерния — 20 ноября 1937, Лисий овраг, близ Чимкента) — епископ Православной российской церкви, митрополит Казанский и Свияжский. Один из лидеров умеренного крыла оппозиции митрополиту Сергию (Страгородскому).
Причислен к лику святых Русской православной церковью заграницей в 1981 году, Русской православной церковью в 2000 году.

### Образование
Родился в семье псаломщика. Окончил Александро-Невское духовное училище (1877), Санкт-Петербургскую духовную семинарию (1883) и Санкт-Петербургскую духовную академию (1887); степень кандидата богословия присуждена за работу «Никифор Феотоки и его значение в истории Русской Церкви и духовной литературы». Профессор Николай Барсов так охарактеризовал это сочинение: «По интересу содержания оно настолько ценно, что желательно было бы видеть его, после более тщательной обработки, в качестве диссертации магистерской».

### Священник
Обвенчан с дочерью священника Ольгой Николаевной Азиатской.
С 15 ноября 1887 года — диакон, с 21 ноября 1887 — иерей; 7 октября 1887 года назначен законоучителем и священником домового храма Елисаветпольской гимназии Кавказского учебного округа. Награждён экзархом Грузии набедренником в знак духовного отличия 19 марта 1889 года; скуфьёй — 19 марта 1892 года.
С 20 сентября 1894 года — законоучитель во 2-й Санкт-Петербургской гимназии; настоятель храма Рождества Пресвятой Богородицы при ней — с 25 марта 1896 года. С 1897 года член Санкт-Петербургского комитета Православного миссионерского общества.
С октября 1900 года — настоятель кронштадтского Свято-Троицкого кладбищенского храма. Перевод из столицы в небольшой храм произошёл по прошению о. Константина и, возможно, был связан с желанием быть ближе к протоиерею Иоанну Кронштадтскому, с которым его связывали крепкие духовные узы (именно он после смерти св. Иоанна прибыл в Кронштадт, где отслужил по нему заупокойную литургию, произнёс надгробное слово и сопровождал гроб в Санкт-Петербург).
В 1901 году умерла дочь Ольга, случайно проглотившая иголку, а вскоре скончалась и супруга.

### Миссионерская деятельность
24 апреля 1902 года назначен начальником духовной миссии в Урмии (Персия, ныне Северный Иран). 10 мая 1902 года был пострижен в монашество с именем Кирилл.
Этот состав миссии прибыл в Урмию в конце августа 1902 года и сразу приступил к деятельной работе. Прежде всего начато ежедневное богослужение в домовой миссийской церкви, к которому для обучения привлекалось сельское духовенство. Все местное православное духовенство было просеяно и выяснен статус каждого в отношении к миссии, а отдельные нечестные проходимцы были отстранены. Из знатоков классического сирийского языка организована переводческая комиссия для перевода православных богослужебных книг на сирийский язык. Организована типографская работа, и с 1903 года хорошим шрифтом начали издаваться православные издания. Православной миссией занято правильное положение в отношениях с инославными миссиями. Также налажены добрые отношения с Генеральным Консулом в Тавризе, а с 1903 года открыто в Урмии Российское Вице-Консульство, главным образом, для содействия пастве Русской миссии в этой провинции. Благодаря усердию архимандрита Кирилла и других ревнителей православия, в Петербурге осенью 1903 года организовано и в начале 1904 года зарегистрировано «Кирилло-Сергиевское Урмийское Братство», названное в честь Кирилла Словенского и Сергия Радонежского, в которое вошли товарищ обер-прокурора Святейшего Синода В. К. Саблер и некоторые другие известные и влиятельные лица. Братство находилось под покровительством Императрицы Марии Федоровны, а попечителем его был Петербургский Митрополит. В 1904 году вернулся в Санкт-Петербург.

### Епископ Гдовский

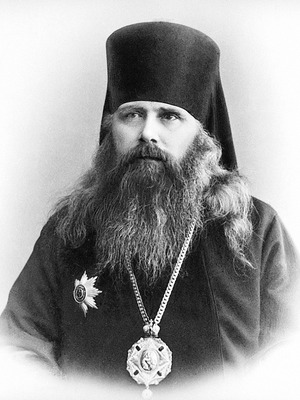
Епископ Кирилл. Начало XX века

6 августа 1904 года хиротонисан во епископа Гдовского, третьего (с 1905 года второго, с 1908 года первого) викария Санкт-Петербургской епархии. Хиротонию совершили митрополит Санкт-Петербургский и Ладожский Антоний (Вадковский), архиепископ Финляндский и Выборгский Николай (Налимов), епископ Владикавказский и Моздокский Владимир (Сеньковский), епископ Вологодский и Тотемский Алексий (Соболев).
С 1904 года — председатель Епархиального православного братства во имя Пресвятой Богородицы и Петербургского эстонского православного братства преподобного Исидора Юрьевского, благочинный столичных единоверческих храмов.
Был одним из ближайших сотрудников петербургского митрополита Антония (Вадковского), который и рукоположил его во священника. Отличался принципиальным характером: совершая в 1909 года Крещенское богослужение в присутствии царской семьи, отказался выполнить требование полиции и освящать кипячёную воду.

### Тамбовский архиерей
С 30 декабря 1909 года — епископ Тамбовский и Шацкий, настоятель тамбовского Казанского монастыря (1909), председатель Тамбовского отдела Императорского православного палестинского общества. Проводил беседы в храмах, вводил общенародное пение во время служб, занимался благотворительностью, учредил комиссию по сокращению излишней канцелярской деятельности, за что был очень почитаем в народе. Привлёк монастыри к помощи ремесленно-воспитательному приюту для малолетних, содействовал деятельности Крестовоздвиженского братства, содержавшего Тамбовское училище слепых детей.
В 1912 году делегат I Всероссийского единоверческого съезда.
В 1913 году учредил Тамбовское просветительско-миссионерское Питиримовское братство и Церковно-археологический комитет.
6 мая 1913 года был возведён в сан архиепископа. С первых дней пребывания на Тамбовской кафедре прилагал усилия к большему распространению почитания святителя Питирима Тамбовского, поддержав идею его причисления к лику святых, активно участвовал в подготовке канонизации в 1914 году.
В 1917 году председатель VII отдела Предсоборного совета, работал в I, II и III отделах. Член Поместного собора 1917—1918, участвовал во всех трёх сессиях, председатель XV, член I, II, V, XVI, XVII отделов и комиссии о мероприятиях к прекращению нестроений в церковной жизни, на 3-й сессии исполнял обязанности товарища председателя Собора, член Соборного совета. В качестве официального представителя Собора входил в состав делегации, которая в октябре 1917 вела переговоры с министром исповеданий Антоном Карташёвым и министром-председателем Александром Керенским о судьбе церковно-приходских школ.

### Экзарх Кавказский
1 апреля 1918 года был назначен митрополитом Тифлисским и Бакинским, экзархом Кавказским. В связи с самопровозглашением в 1917 году автокефалии Грузинской церкви, что не было признано со стороны высшей церковной власти в Петрограде, а затем в Москве, выступал за включение в состав Кавказского экзархата (учреждён в июле 1917 года на территории прежнего Грузинского экзархата) Дагестана и Прикаспия. При этом Бакинское викариатство преобразовывалось в самостоятельную епархию, что должно было исключить претензии на управление им со стороны Грузинской церкви. 19 мая того же года прибыл по морю в Баку, но доехать до Тифлиса не представлялось возможным: автокефалистски настроенное грузинское духовенство в Тифлис его не допустило. 4 июля 1918 года, во время его пребывания в Баку, состоявшимся в Нижнем Новгороде епархиальным съездом большинством голосов был избран на Нижегородскую кафедру, однако патриарх Тихон высказался за оставление его Тифлисскин и Бакинским, о чём было принято постановление патриарха и Священного синода от 21 октября 1918 г.
В августе 1918 года вернулся в Москву. В 1919 году член Священного синода и председатель финансово-хозяйственного отдела Высшего Церковного Совета. В декабре 1919 — феврале 1920 года находился в заключении по решению ВЧК.

### Митрополит Казанский
22 апреля 1920 года был назначен митрополитом Казанским и Свияжским, однако, из-за противодействия со стороны Секретного отдела ВЧК в Казань сумел прибыть только 9 июля. Жил в Богородицком монастыре, откуда ежедневно ходил в Иоанно-Предтеченский монастырь, где размещался епархиальный совет.
19 августа 1920 года был арестован в Казани по телеграфному распоряжению ВЧК и помещен в тюрьму ЧК в Казани, спустя несколько дней этапирован в Москву. 27 августа осуждён к лишению свободы на срок «до конца гражданской войны» по обвинению в том, что «выехал из Москвы в Казань без разрешения ВЧК». Затем приговор был заменён на пятилетнее тюремное заключение. С. Е. Трубецкой, вспоминая о днях, проведённых в тюрьме, писал о владыке Кирилле: «С достойной простотой нёс он своей крест до конца, подавая пример многим и являясь немым укором тоже для многих…».
В январе 1922 года освобождён и вернулся в Казань. Отказался поддержать связанное с большевиками «обновленческое» движение. В августе 1922 года вновь был арестован, находился в московской тюрьме, после чего выслан в Усть-Сысольск. Власти ненадолго ему разрешили вернуться в Москву, но в этот период он решительно выступил против всяких компромиссов с обновленцами. Попросил патриарха Тихона не обменивать освобождение из ссылки архиереев на включение одиозных представителей обновленчества в состав высшего церковного руководства: «Ваше Святейшество, о нас, архиереях, не думайте. Мы теперь только и годны на тюрьмы…». Был выслан в Зырянский край.
В завещательном распоряжении патриарха Тихона от 25 декабря 1924 года (7 января 1925 года) был назван первым, к кому временно переходят «патриаршие права и обязанности» в случае кончины Патриарха. Однако в связи с нахождением митрополита Кирилла (и второго кандидата — митрополита Агафангела) в ссылке в управление Патриархией по смерти Патриарха, последовавшей 7 апреля 1925 года, вступил митрополит Петр (Полянский). После ареста последнего, 10 декабря 1925 года Заместителем местоблюстителя стал, на основании завещательного распоряжения митрополита Петра (Полянского) от 23 ноября (6 декабря) 1925 года, митрополит Сергий (Страгородский); при этом другое его распоряжение от 22 ноября (5 декабря) 1922 года предоставляло временно его «права и обязанности как Патриаршего Местоблюстителя, до законного выбора нового Патриарха» митрополитам Казанскому Кириллу (Смирнову) или Ярославскому Агафангелу.
Осенью 1926 года по инициативе епископа Павлина (Крошечкина) и архиепископа Корнилия (Соболева) среди епископата Патриаршей церкви проходило тайное избрание Патриарха путём опроса (собирания письменных мнений), в результате которого большинство иерархов высказались за избрание Патриархом митрополита Кирилла как первого в списке поименованных в завещании патриарха Тихона. Процедура закончилась массовыми арестами архиереев, включая заместителя Патриаршего местоблюстителя митрополита Сергия. Современный церковный историк иерей Александр Мазырин, изучив следственные дела, установил, что в выборах успели принять участие около 45 архиереев. Впрочем, отношение к такому способу избрания Патриарха среди высших архиереев было неоднозначным: «Глава Русской Православной Церкви Патриарший Местоблюститель митрополит Петр о них, судя по всему, вообще ничего не знал. Первый кандидат в Патриаршие Местоблюстители — митрополит Кирилл — тоже не был поставлен в известность о готовящемся избрании его Патриархом, во всяком случае, он имел основания писать, что ему эта „затея“ была „совершенно неведома“. <…> Про второго кандидата в Местоблюстители, старейшего иерарха Русской Церкви митрополита Агафангела, здесь и говорить не приходится: не в последнюю очередь выборы устраивались ради того, чтобы не допустить его до местоблюстительства. Заместитель Местоблюстителя митрополит Сергий дал согласие лишь на предварительный опрос архиереев о том, можно ли в принципе проводить предлагаемым образом избрание Патриарха или нет. Преемник митрополита Сергия митрополит Иосиф, по его словам, также видел в опросе лишь „предварительный обмен мнениями“. Неведение или откровенно скептическое отношение к предполагаемым выборам пяти высших иерархов показывает, что до „акта избрания Патриарха“ было ещё весьма далеко, тем более — до его общего признания».
Весной 1927 года когда митрополит Сергий ещё пребывал в заключении, к митрополиту Кириллу в вятскую тюрьму, где владыка находился с января по апрель 1927 года, явился ответственный за советскую церковную политику Евгений Тучков и предложил владыке возглавить Церковь, поставив условием согласовывать с властью перемещение неугодных ей архиереев. В ответ владыка Кирилл заявил: «Вы не пушка, а я не бомба, которой вы хотите взорвать изнутри Русскую Церковь». После этих слов приговор ОСО при Коллегии ОГПУ СССР по статье 58-10 (три года ссылки в Труханский край) был приведён в исполнение.
В 1928 году резко осудил действия заместителя Патриаршего местоблюстителя митрополита Сергия (перемещение с кафедр архиереев, запрещение в служении несогласных с его политикой компромисса с большевистским государством). Выступил против создания при митрополите Сергии Временного патриаршего Священного синода, считая, что это стало превышением его полномочий. В июле 1928 года писал: «Учреждение новой формы ВЦУ я не признаю́ и покойного Патриарха контрреволюционером не считаю, а заявление, сделанное о нас в Сергиевской декларации, считаю клеветой. О Господине нашем Митрополите Петре молюсь, потому что не знаю об его отношении к так называемому Патриаршему Синоду».

### Последние годы

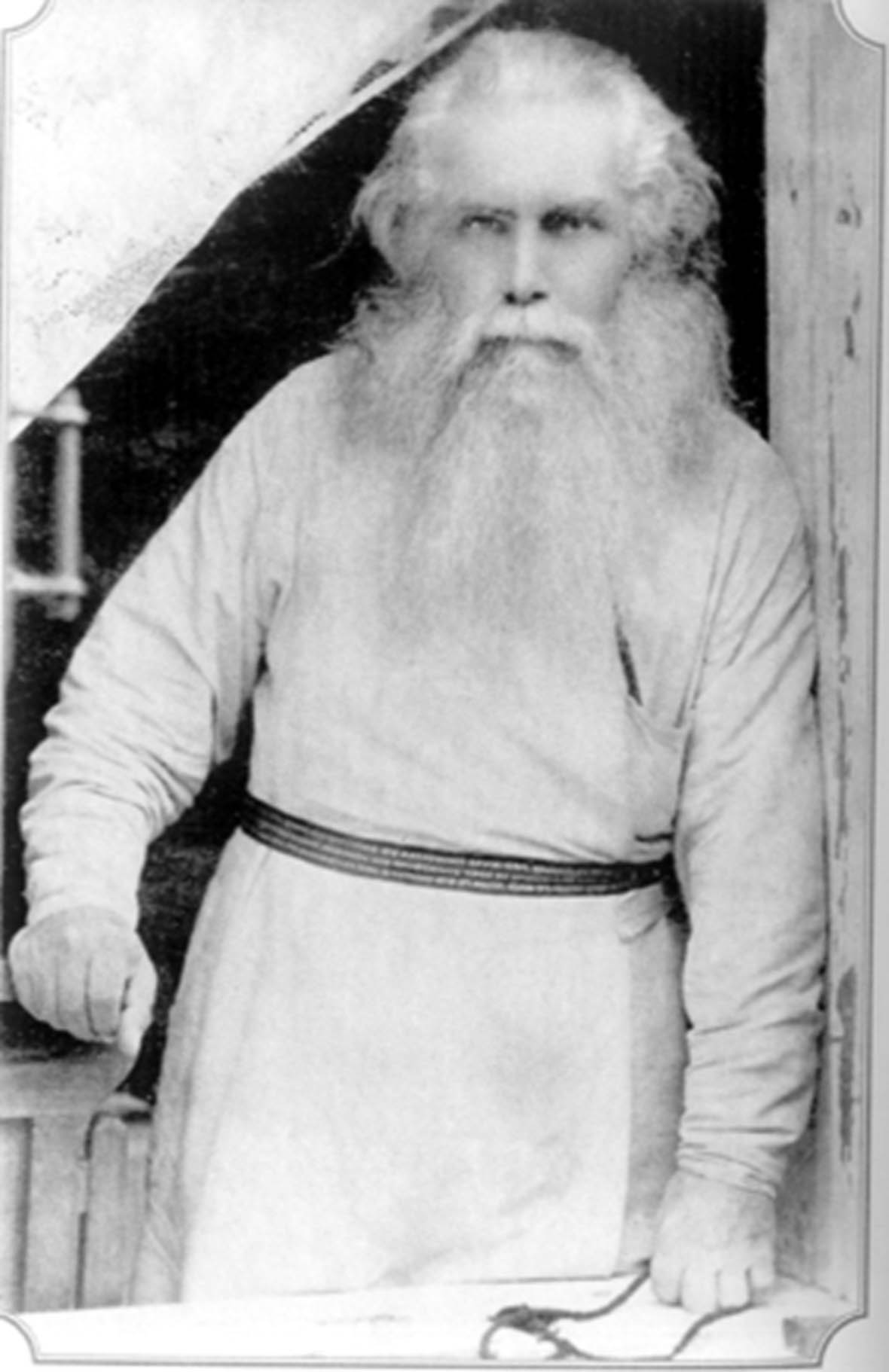
Последняя известная фотография

В середине 1929 года заместитель местоблюстителя патриаршего престола, митрополит Нижегородский Сергий неожиданно получил от митрополита Казанского Кирилла присланную «для сведения» копию письма одному из викарных епископов Казанской епархии, в котором он писал, что заместитель патриаршего местоблюстителя грубо превысил свои полномочия, единовластно учредив «коллегиальное церковное управление» и решившись на некоторые другие нововведения. Не признавая прав митрополита Сергия на «коренное изменение системы церковного управления», митрополит Кирилл более не считает обязательным выполнять его административные распоряжения, и, более того, воздерживается от евхаристического общения с заместителем местоблюстителя как «узурпатором церковной власти».
Определением Временного патриаршего Священного синода № 28 от 11 марта 1930 года митрополит Кирилл был запрещён в священнослужении «за поддержку раскола и молитвенное общение с раскольниками, за демонстративный отказ от евхаристического общения с возглавлением Русской Патриаршей Церкви и неподчинение Заместителю».
После этого произошла эволюция взглядов митрополита Кирилла на «сергианство», что можно проследить в его письмах и посланиях: если в 1929 году он писал: «…с моей стороны ничуть не утверждается и не заподозривается якобы безблагодатность совершаемых сергианами священнодействий и таинств…, но только подчёркивается нежелание и отказ участвовать в чужих грехах. …в случае смертной опасности со спокойной совестью приму елеосвящение и последнее напутствие от священника сергиева поставления или подчиняющегося учрежденному им Синоду», то в 1934 году: «Это только по форме тайнодействия, а по существу узурпация тайнодействий, а потому кощунственны, безблагодатны, нецерковны, но таинства, совершаемые сергианами, правильно рукоположёнными во священнослужении, не запрещёнными, являются, несомненно, таинствами спасительными для тех, кои приемлют их с верою, в простоте, без рассуждений и сомнения в их действенности и даже не подозревающих чего-либо неладного в сергианском устроении Церкви. Но в то же время они служат в суд и осуждение самим совершителям и тем из приступающих к ним, кто хорошо понимает существующую в сергианстве неправду и своим непротивлением ей обнаруживает преступное равнодушие к поруганию Церкви. Вот почему православному епископу или священнику необходимо воздерживаться от общения с сергианами в молитве. То же необходимо для мирян, сознательно относящихся ко всем подробностям церковной жизни».
В ссылке жил в Селиванихе в Туруханском крае. С 1933 года жил в городе Гжатске. 14 июля 1934 года был вновь арестован, находился в Бутырском изоляторе в Москве. 2 декабря 1934 года решением Особого совещания при НКВД СССР за «воссоздание контрреволюционной организации Истинно-православная церковь» выслан в Казахстан на три года. Жил в посёлке Яны-Курган, поддерживал отношения с представителями духовенства, негативно относившимися к деятельности митрополита Сергия, и лично с митрополитом Иосифом (Петровых). Об отношении к иосифлянам высказывался в письме к иеромонаху Леониду 23 марта 1937 года: «С митрополитом Иосифом я нахожусь в братском общении, благодарно оценивая то, что с его именно благословения был высказан от Петроградской епархии первый протест против затеи м. Сергия и дано было всем предостережение в грядущей опасности». В этом же письме он так высказывался относительно курса митрополита Сергия: «м. Сергий отходит от той Православной Церкви, какую завещал нам хранить Св. Патриарх Тихон, и следовательно для православных нет с ним части и жребия. Происшествия же последнего времени окончательно выявили обновленческую природу сергианства. Спасутся ли пребывающие в сергианстве верующие, мы не можем знать, потому что дело спасения вечного есть дело милости и благодати Божией, но для видящих и чувствующих неправду сергианства (каковы Ваши вопросы) было бы непростительным лукавством закрывать глаза на эту неправду и там искать удовлетворения духовных своих нужд потребностей с совестию, сомнящеюся в возможности такого удовлетворения».
24 июня 1937 года был арестован по обвинению в подготовке «активного повстанческого выступления против Советской власти… установления патриаршества и главенства церкви над государственной властью».
Расстрелян вместе с митрополитом Иосифом (Петровых) и епископом Евгением (Корбановым) под Чимкентом 20 ноября 1937 года по решению тройки УНКВД по Южно-Казахстанской области от 19 ноября 1937 года и похоронен в общей могиле предположительно в Лисьем овраге.

## Наследие и почитание
В связи с известием о кончине местоблюстителя патриаршего престола митрополита Крутицкого Петра (Полянского) на Архиерейском соборе РПЦЗ в декабре 1937 года архиереи РПЦЗ, расценив притязания митрополита Сергия (Страгородского) как незаконные, признали митрополита Казанского Кирилла законным местоблюстителем, не зная о том, что митрополит был расстрелян. Однако, ввиду гонений Собор признал невозможным открыто поминать митрополита Кирилла, постановив: «Поминать митр. Кирилла, как Местоблюстителя Московского Патриаршего Престола и Возглавителя Русской Церкви за проскомидией и в частных молитвах, но от возглашения его имени за Богослужениями воздержаться, чтобы не навлечь на него тяжких гонений со стороны безбожной власти большевиков. Настоящий акт хранить без опубликования, во свидетельство будущим временам о законном преемстве возглавления Русской Церкви». Вместо открытого поминовения имени митрополита Кирилла Архиерейский собор постановил поминать «Православное Епископство Церкве Российския».
О судьбе митрополита Кирилла долгое время не было ничего известно. Так, в 1941 году митрополит Серафим (Лукьянов) писал: «Жив ли митрополит Кирилл, не известно; однако можно предположить, что он уже умер, поскольку ему сейчас было бы 78-79 лет и его силы были истощены длительной ссылкой в Сибири».
Факт наложения на митрополита Кирилла запрета в священнослужении для церковных историков остался малоизвестным, хотя ещё в 1931 году о нём писал священник Михаил Польский, правда, неверно указывая дату. Примечательно, что упоминания о мартовском запрещении 1930 года нет в самом полном на данный момент жизнеописании святителя Кирилла, составленном А. В. Журавским. Митрополит Иоанн (Снычёв) подчёркивал, что, в отличие от постановлений «против иосифлян и других раскольников», в случае с митрополитом Кириллом «запрещения в священнодействии не последовало».
Прославлен в лике святых новомучеников Российских на Юбилейном Архиерейском соборе Русской православной церкви в августе 2000 года для общецерковного почитания. Это решение собора было положительно расценено некоторыми епископами Русской православной церкви заграницей (РПЦЗ), которая канонизировала владыку Кирилла ещё в 1981 году. Они в этом увидели, что современная Московская патриархия дистанцируется от деятельности митрополита Сергия (Страгородского), признав святым человека, который был одной из «знаковых» фигур в оппозиции ему. Канонизация запрещённого в священнодействии митрополита фактически дезавуировала те прещения, которым владыка Кирилл подвергся в 1930 году со стороны митрополита Сергия (Страгородского) и Временного патриаршего Священного синода при нём.

## Награды
- Орден Святой Анны II степени (1904)
- Орден Святого Владимира III степени (1905)
- Орден Святой Анны I степени (1908)
- Орден Святого Владимира II степени (1912)
- Орден Святого Александра Невского (1915)

## Сочинения
- Призыв хранить верность присяге императору Николаю II // РГИА. Ф. 797. Оп. 86. Д. 46. Л. 4.
- Письмо к В. Н. Львову // РГИА. Ф. 797. Оп. 96. Д. 295.
- Письма к архимандриту Неофиту (Осипову) и Ираиде Тиховой // Архив ПСТГУ.
- Записка архимандрита Кирилла. По вопросу принадлежности Урмийских храмов Православной Духовной Миссии, 13 декабря 1903 года
- Речь начальника Православной Духовной миссии в Урмии // Церковные ведомости. — СПб., 1904. — № 8. — С. 271—279.
- Слово на Сретение Господне, сказанное за всенощным бдением в Тамбовском Казанском монастыре // Тамбовские епархиальные ведомости. 1910. — № 7. — C. 239—242
- Речь воспитанникам Тамбовской духовной семинарии // Тамбовские епархиальные ведомости. 1910. — № 8. — С. 290—293.
- Слово во 2-ю Неделю Великого Поста, сказанное в Казанском монастыре // Тамбовские епархиальные ведомости. 1910. — № 12. — C. 429—432
- Пьяницы позорят Православную Церковь // // Тамбовские епархиальные ведомости. 1910. Прил. — С. 1-8.
- В Тамбовской Духовной семинарии на благодарственном молебне перед роспуском на летние каникулы пяти первых классов // Тамбовские епархиальные ведомости. 1910. — № 17-18. — С. 617—622
- Слово Епископа Тамбовского и Шацкого Кирилла, сказанное под Вербное воскресенье // Тамбовские епархиальные ведомости. 1910. — № 17-18. — C. 623—624
- Речь при открытии епархиального съезда // Тамбовские епархиальные ведомости. 1911. — № 4.
- О посте // Тамбовские епархиальные ведомости. 1911. — № 12. — C. 727—729
- Открытое письмо редактору «Тамбовского края»; Слово Еп. Тамбовского и Шацкого Кирилла за всенощным бдением // Тамбовские епархиальные ведомости. 1912. — № 32, 35. — C. 1523—1526
- На всенощном бдении под праздник Воздвижения Честного и Животворящего Креста Господня // Тамбовские епархиальные ведомости. 1912. — № 39. — C. 1649—1651
- Письмо в редакцию // Тамбовские епархиальные ведомости. 1914. — № 37.
- Поучения // Тамбовские епархиальные ведомости. 1915. — № 9. — C. 239—240; № 10. — C. 283—284
- Речь к выпускникам Тамбовской духовной семинарии // Тамбовские епархиальные ведомости. 1915. — № 19.
- По окончании литии в Михайло-Архангельской церкви посёлка при станции Сампур // Тамбовские епархиальные ведомости. 1916. — № 9. — C. 235—237
- Телеграммы; Слово по изнесении Св. Креста; Предложение духовной консистории // Тамбовские епархиальные ведомости. 1917. — № 10/11, 28.
- Обращение к пастве // Тамбовский край. 1917. 2 марта.
- Письма митр. Сергию (Страгородскому) и др. // Акты Святейшего Тихона, Патриарха Московского и всея России, позднейшие документы и переписка о каноническом преемстве высшей церковной власти, 1917—1943. Сб. в двух частях / Сост. М. Е. Губонин. М., 1994. — С. 636—641, 651—657, 699—702.
- Письмо митрополита Кирилла (Смирнова) к м. Евдокии // Богословский сборник. 1999. — Вып. 3. 1999. — С. 225—257.
- Письма священномучеников-архиереев РПЦ к свт. Тихону, Патриарху Московскому и всея России // Богословский сборник. 2000. — Вып. 6. — С. 7-15.
- После Туруханской ссылки (Письма к священноисп. еп. Афанасию Ковровскому) // Богословский сборник. 2001. — Вып. 8. — С. 352—363.
- Письма и проповеди // Журавский А. Во имя правды и достоинства Церкви. — М., 2004.